# ریحان بنفش ابلق

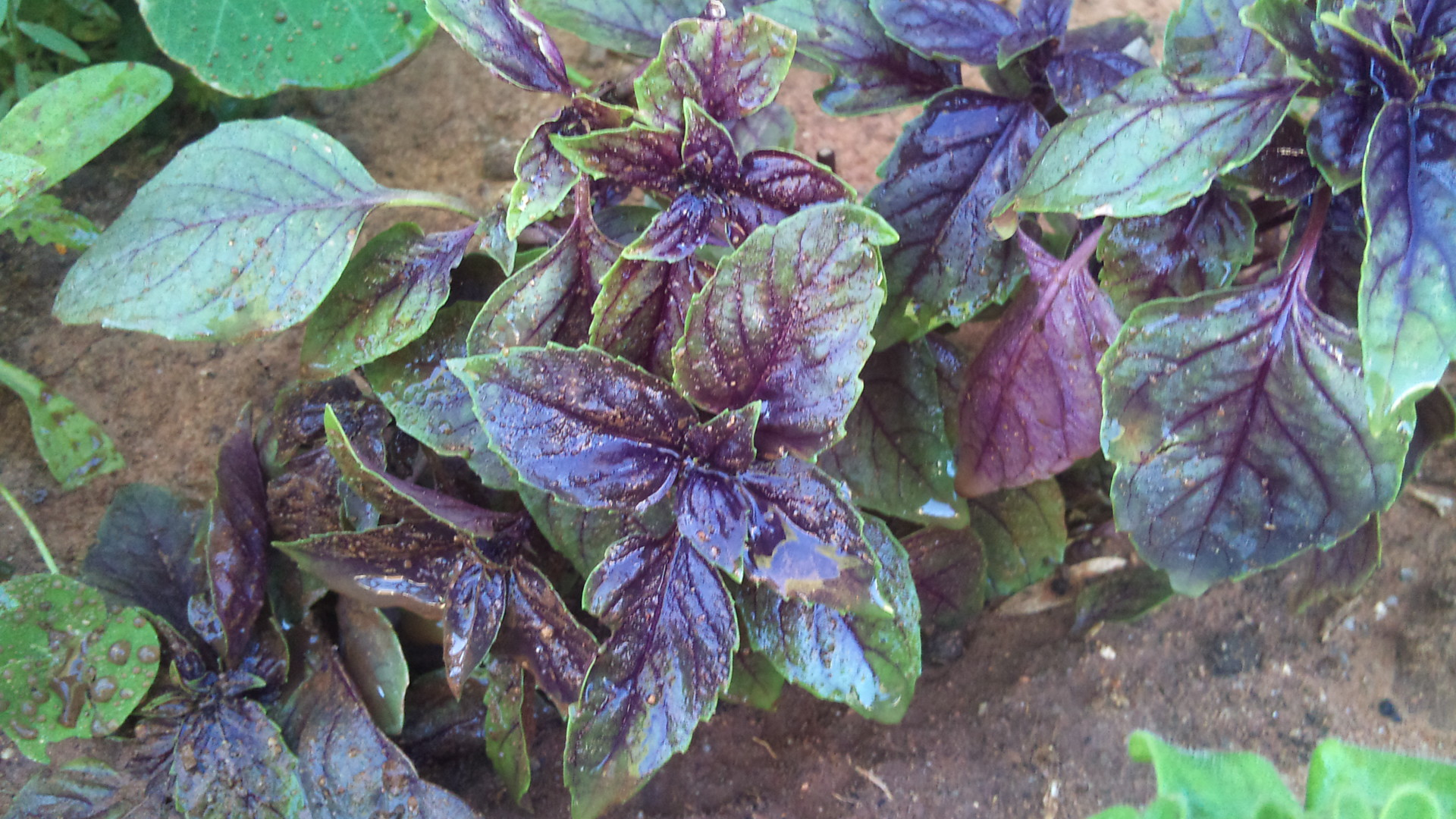
ریحان بنفش ابلق

ریحان بنفش ابلق گونه ای از Ocimum basilicum (ریحان شیرین) است. از برگ های بنفش تیره در پستو یا به عنوان تزئین استفاده می شود. این واریته جذاب ریحان به دلیل زیبایی، طعم و سهولت کشت جوایز متعددی از جمله مدالیون می سی سی پی و جوایز انتخاب همه آمریکایی را به دست آورده است. این گونه از ریحان برگ بنفش با رگه های عمیق و حاشیه برگ های دندانه دار تزئینی مشخص می شود. 
این ریحان در شمال ایران به ریحان نازخاتونی مشهور است زیرا بیشتر برای تهیه نازخاتون ازش استفاده می‌شود.